# Nana del Bover
La Nana del Bover (Boo dSph) és la galàxia més tènue descoberta a data del 2006, amb una lluminositat total de 100.000 Sols, i una magnitud absoluta de -5,8. Dista uns 197.000 anys llum a la Constel·lació del Bover. Aquesta galàxia nana esferoïdal sembla estar pertorbada per les forces gravitacionals de la Via Làctia a la qual orbita, i té dues cues estel·lars que la creuen per fer una creu. Les galàxies pertorbades d'aquesta manera solen tenir només una sola cua.
La galàxia és més tènue que la següent galàxia coneguda, la Nana de l'Ossa Major I (magnitud absoluta -6.75). És fins i tot més tènua que l'estrella Rigel (magnitud absoluta -6.8). Això és al marge de les galàxies obscures com VIRGOHI21 en el Cúmul de Virgo de la galàxia.